# NGC 5915
NGC 5915 је спирална галаксија у сазвежђу Вага која се налази на NGC листи објеката дубоког неба.
Деклинација објекта је - 13° 5' 30" а ректасцензија 15h 21m 33,0s. Привидна величина (магнитуда) објекта NGC 5915 износи 12,3 а фотографска магнитуда 13,1. Налази се на удаљености од 33,7000 милиона парсека од Сунца. NGC 5915 је још познат и под ознакама MCG -2-39-19, UGCA 407, IRAS 15187-1254, PGC 54816.